# 三门口大桥
三门口大桥是浙江省宁波市象山县一组跨越三门口的大桥群，通过庵山岛、万金山岛两个小岛将象山县石浦镇和高塘岛连接到一起。全长1.472公里，宽12.5米，分为北门桥、中门桥及南门桥，其中北门桥、中门桥为中承式钢管混凝土提篮拱桥，分别长352米、368米，主跨均为270米，南门桥为四跨连续刚构桥，全长752米，主跨布置为60米＋2×110米＋60米，于2002年10月13日开工:1391，2005年5月8日北门桥合龙，2007年2月9日中门桥合龙，2008年7月4日南门桥合龙，其中北门桥创当时中国大陆已建和在建同类型桥梁跨度之最，2008年9月19日通车。